# Орлов Ігор Анатолійович
Ігор Анатолійович Орлов (нар. 17 серпня 1964, Дебальцеве, Донецька область, Українська РСР) — російський державний та політичний діяч. Генеральний директор ПАТ "Суднобудівний завод «Північна верф» з червня 2020 року.
Губернатор Архангельської області з 3 лютого 2012 року по 2 квітня 2020 року (тимчасово виконуючий обов'язки губернатора Архангельської області з 13 січня по 3 лютого 2012 року та з 22 травня по 24 вересня 2015 року). Член Президії Регіональної політичної ради Архангельської області партії Єдина Росія.